# Покровское (Данковский район)
Покровское — село в Данковском районе Липецкой области, входит в состав Малинковского сельсовета.

## Географическое положение
Село расположено в 3 км на северо-запад от центра поселения посёлка при ж/станции Политово и 19 км на северо-запад от райцентра города Данков.

## История
Покровское упоминается в 1684 году в числе вотчин Предтечева-Тульского монастыря. По досмотру 1708 года Данковского Покровского монастыря игумена Дионисия при Покровской церкви в селе Малиново состояло: двор попов, двор дьячков, двор помещиков, сорок пять дворов детей боярских, семь дворов вдовьих, три двора нищих. В декабре 1708 года село Малиново было вновь обложено данью вследствие присоединения деревни Орловки. В 1772 году построена была вместо ветхой новая деревянная Покровская церковь, в 1880 году церковь была возобновлена, а в 1884 году перестроена и находившаяся в одной связи с ней колокольня. 
В XIX — начале XX века село входило в состав Еропкинской волости Данковского уезда Рязанской губернии. В 1906 году в селе было 126 дворов.
С 1928 года село являлось центром Покровского сельсовета Берёзовского района Козловского округа Центрально-Чернозёмной области, с 1954 года — в составе Липецкой области, с 1959 года — в составе Данковского района, с 2005 года — в составе Малинковского сельсовета.

## Население
| 1859 | 1897 | 1906 | 2010 |
| ---- | ---- | ---- | ---- |
| 704  | ↘647 | ↗900 | ↘29  |